# Li Baiyao
Li Baiyao (förenklad kinesiska: 李百药; traditionell kinesiska: 李百藥), född 564, död 647, stilnamn Zhonggui (重規), formellt viscount Kang av Anping (安平康子), var en kinesisk historiker och tjänsteman under Sui- och Tangdynastin. Han hedrades för sina litterära förmågor, och han var känd för att ha fullbordat den officiella historien om norra Qidynastin, Bei Qi-shu, som hans far Li Delin hade startat.